# The Third Degree
The Third Degree is een Amerikaanse dramafilm uit 1926 onder regie van Michael Curtiz. In Nederland werd de film destijds uitgebracht onder de titel De circuskoningin.

## Verhaal

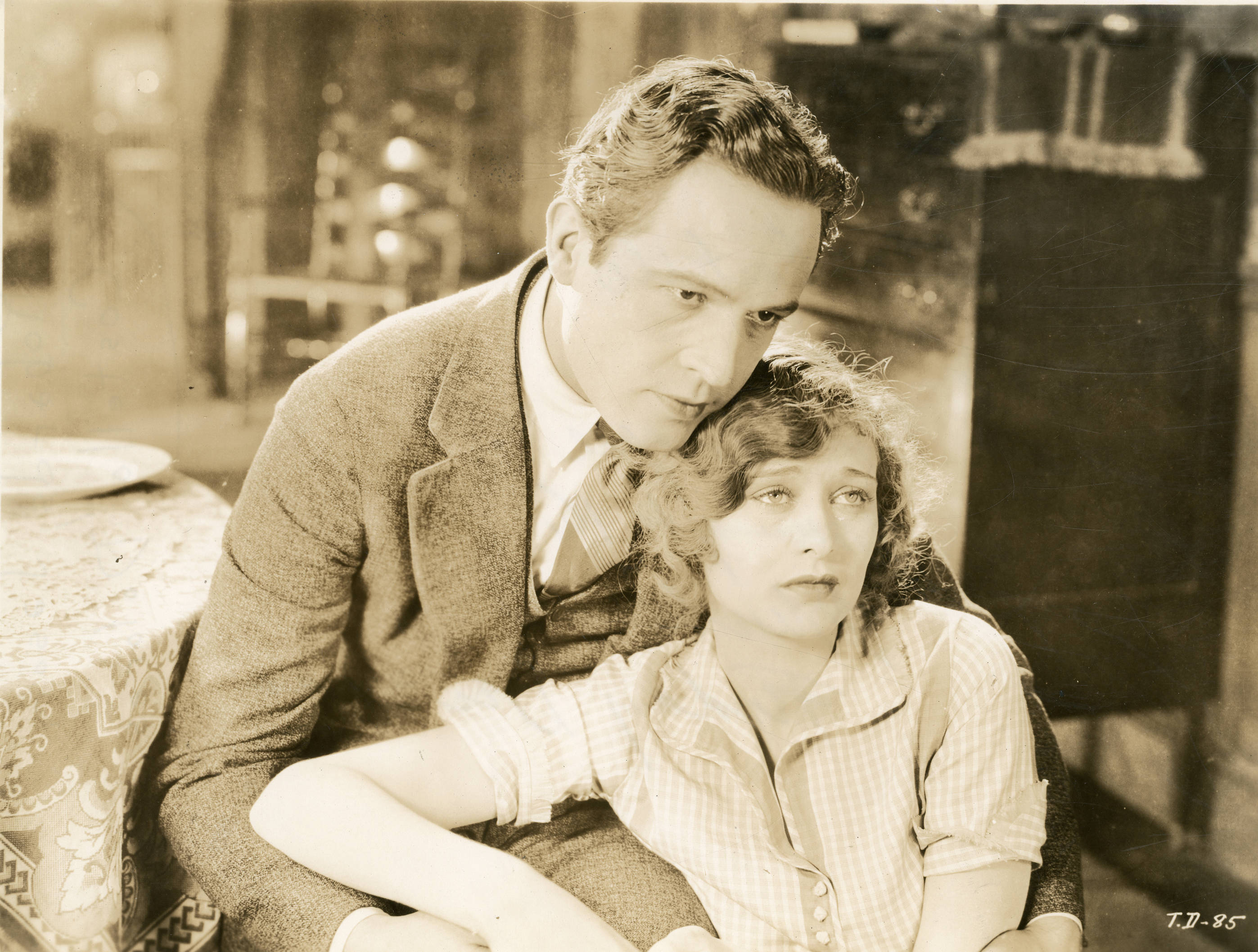
Filmscène met Dolores Costello

Howard Jeffries wordt door zijn rijke vader onterfd vanwege zijn relatie met het arbeidersmeisje Annie Daly. Wanneer zijn vader wordt vermoord, beschouwt de politie hem meteen als de hoofdverdachte. Een overijverige politieagent dwingt hem tot een bekentenis, maar uiteindelijk komt de waarheid aan het licht en Howard kan trouwen met Annie.

## Rolverdeling
| Acteur             | Personage           |
| ------------------ | ------------------- |
| Dolores Costello   | Annie Daly          |
| Louise Dresser     | Alicia Daly         |
| Rockliffe Fellowes | Underwood           |
| Jason Robards sr.  | Howard Jeffries jr. |
| Kate Price         | Mevrouw Chubb       |
| Tom Santschi       | Daredevil Daley     |
| Harry Todd         | Mijnheer Chubb      |
| Mary Louise Miller | Annie als kind      |
| Michael Vavitch    | Clinton             |
| David Torrence     | Howard Jeffries sr. |
| Fred Kelsey        | Adjunct-commissaris |